# Тимбер Лејк (Јужна Дакота)
Тимбер Лејк (енгл. Timber Lake) град је у америчкој савезној држави Јужна Дакота.

## Демографија
По попису из 2010. године број становника је 443, што је 0 (0,0%) становника више него 2000. године.
| Група             | 2000.       | 2010.       |
| Белци             | 269 (60,7%) | 228 (51,5%) |
| Афроамериканци    | 0 (0,0%)    | 0 (0,0%)    |
| Азијати           | 5 (1,1%)    | 0 (0,0%)    |
| Хиспаноамериканци | 0 (0,0%)    | 2 (0,5%)    |
| Укупно            | 443         | 443         |